# Murder at the Cannes Film Festival
Murder at the Cannes Film Festival est une comédie dramatique d'Harvey Frost sorti le 17 décembre 2000.

## Synopsis
Il n'y a pas de suspect habituel.

## Fiche technique
- Titre original : Murder at the Cannes Film Festival
- Autre titre : Meurtre sur la Croisette ( France)
- Genre : Comédie dramatique
- Durée : 100 minutes
- Date de sortie : 
  - États-Unis : 17 décembre 2000
- Lieu de tournage : États-Unis
- Format de projection : Couleur
- Format du son : Stéréo
- Réalisateur : Harvey Frost
- Scénariste : Jeffrey Hatcher
- Production : Exclamation Productions
- Distribution : Enternmaint Television
- Producteurs :
  - Lynn Deegan
  - Merv Griffin
  - Robert Kosberg
  - David Michaels
  - James Shavick
  - Shawn Williamson
- Compositeur :
  - Brad Segal
  - Nic. tenBroek

## Distribution
- French Stewart : Nathan Booth
- Karina Lombard : Inspecteur Renee Reno
- Katherine LaNasa : Kaki Lamb
- Michael Lerner : Morrie Borelli
- Bo Derek : Thada Pryce
- Brian George : Sgt. Gaby
- Jay Brazeau : Mitch Borelli
- Winston Rekert : Reed Halverson
- Raoul Ganeev : Lev Vains